# Simbabwische Cricket-Nationalmannschaft in Bangladesch in der Saison 2024
Die Tour der neuseeländischen Cricket-Nationalmannschaft nach Bangladesch in der Saison 2024 fand vom 3. bis zum 12. Mai 2024 statt. Die internationale Cricket-Tour war Bestandteil der Internationalen Cricket-Saison 2024 und umfasste fünf Twenty20s. Bangladesch gewann die Serie mit 4−1.

## Vorgeschichte
Für beide Mannschaften war es die erste Tour der Saison. Das letzte Aufeinandertreffen der beiden Mannschaften bei einer Tour fand in der Saison 2022 in Simbabwe statt.

## Stadien
Die folgenden Stadien wurden für die Tour als Austragungsorte vorgesehen die am 16. März 2024 verkündet wurden.
| Stadion                                | Stadt      | Kapazität | Spiele      |
| -------------------------------------- | ---------- | --------- | ----------- |
| Zohur Ahmed Chowdhury Stadium          | Chittagong | 22.000    | 1. – 3. T20 |
| Sher-e-Bangla National Cricket Stadium | Dhaka      | 26.000    | 4. & 5. T20 |

## Kaderlisten
| Twenty20 | Twenty20 |
| Bangladesch | Simbabwe |
| --- | --- |
| - Najmul Hossain Shanto (K) - Afif Hossain - Jaker Ali - Litton Das - Mahedi Hasan - Mahmudullah - Mohammad Saifuddin - Parvez Hossain Emon - Rishad Hossain - Shoriful Islam - Tanzid Hasan - Taskin Ahmed - Towhid Hridoy - Tanzim Hasan Sakib - Tanvir Islam | - Sikandar Raza (K) - Faraz Akram - Brian Bennett - Ryan Burl - Johnathan Campbell - Craig Ervine - Joylord Gumbie (wk) - Luke Jongwe - Clive Madande (wk) - Tadiwanashe Marumani - Wellington Masakadza - Blessing Muzarabani - Ainsley Ndlovu - Richard Ngarava - Sean Williams |

## Twenty20 Internationals

### Erstes Twenty20 in Chittagong
| 3. Mai Scorecard | Chittagong | Simbabwe 124 (20)                  | – | Bangladesch 126-2 (15.2) |
|                  |            | Bangladesch gewinnt mit 10 Wickets |   |                          |

Bangladesch gewann den Münzwurf und entschied sich als Feldmannschaft zu beginnen. Für Simbabwe bildeten der Eröffnungs-Batter Joylord Gumbie und der dritte Schlagmann Brian Bennett eine Partnerschaft. Gumbie erreichte 17 Runs und auch Bennett verlor kurz darauf sein Wicket nach 16 Runs. Ihnen folgte Clive Madande, der mit Wellington Masakadza eine weitere Partnerschaft formte. Madande gelangen 43 Runs und Masakadza verlor das letzte Wicket des Innings nach 34 Runs, womit er die Vorgabe auf 125 Runs festsetzte. Beste bangladeschische Bowler waren Taskin Ahmed mit 3 Wickets für 14 Runs und Mohammad Saifuddin mit 3 Wickets für 15 Runs. Für Bangladesch formte der Eröffnungs-Batter Tanzid Hasan zusammen mit dem dritten Schlagmann Najmul Hossain Shanto eine Partnerschaft. Shanto erreichte 21 Runs, bevor Hasan zusammen mit Towhid Hridoy die Vorgabe im 16. Over einholen konnte. Hasan gelang dabei ein Fifty über 67* Runs und Hridoy 33* Runs. Die simbabwischen Wickets erzielten Luke Jongwe und Blessing Muzarabani. Als Spieler des Spiels wurde Taskin Ahmed ausgezeichnet.

### Zweites Twenty20 in Chittagong
| 5. Mai Scorecard | Chittagong | Simbabwe 138-7 (20)               | – | Bangladesch 142-4 (18.3) |
|                  |            | Bangladesch gewinnt mit 6 Wickets |   |                          |

Bangladesch gewann den Münzwurf und entschied sich als Feldmannschaft zu beginnen. Für Simbabwe bildeten der Eröffnungs-Batter Joylord Gumbie und der dritte Schlagmann Craig Ervine eine Partnerschaft. Gumbie gelangen bis zu seinem Ausscheiden 17 Runs und Ervine 13 Runs. Daraufhin formten Brian Bennett und Johnathan Campbell eine weitere Partnerschaft. Campbell erzielte 45 Runs, während Bennett das Innings ungeschlagen nach 44* Runs beendete und die Vorgabe für Bangladesch auf 139 Runs erhöhte. Beste bangladeschische Bowler waren Taskin Ahmed mit 2 Wickets für 18 Runs und Rishad Hossain mit 2 Wickets für 33 Runs. Für bangladesch formten die Eröffnungs-Batter Litton Das und Tanzid Hasan eine Partnerschaft. Hasan erzielte 18 Runs und der ihm folgende Najmul Hossain Shanto konnte 16 Runs erreichen. Kurz darauf schied auch Das aus, woraufhin Towhid Hridoy und Jaker Ali eine weitere Partnerschaft bildeten. Ali schied nach 13 Runs aus, bevor Hridoy zusammen mit Mahmudullah die Vorgabe einholte. Hridoy erzielte dabei 37* Runs und Mahmudullah 26* Runs. Bester simbabwischer Bowler war Luke Jongwe mit 2 Wickets für 35 Runs. Als Spieler des Spiels wurde Tawhid Hridoy ausgezeichnet.

### Drittes Twenty20 in Chittagong
| 7. Mai Scorecard | Chittagong | Bangladesch 165-5 (20)         | – | Simbabwe 156-9 (20) |
|                  |            | Bangladesch gewinnt mit 9 Runs |   |                     |

Simbabwe gewann den Münzwurf und entschied sich als Feldmannschaft zu beginnen. Für Bangladesch begannen die Eröffnungs-Batter Litton Das und Tanzid Hasan eine Partnerschaft. Das erzielte 12 Runs und nachdem Towhid Hridoy ins Spiel kam, schied auch Hasan nach 21 Runs aus. Hridoy formte daraufhin mit Jaker Ali eine Partnerschaft. Hridoy erzielte dabei bis zu seinem Ausscheiden ein Fifty über 57 Runs und Ali 44 Runs. So stieg die Vorgabe für Simbabwe auf 166 Runs. Bester simbabwischer Bowler war Blessing Muzarabani mit 3 Wickets für 14 Runs. Für Simbabwe konnte sich Eröffnungs-Batter Tadiwanashe Marumani etablieren, der mit dem sechsten Batter Clive Madande eine Partner fand. Marumani erreichte 31 Runs, woraufhin Johnathan Campbell ins Spiel kam. Madande konnte 11 Runs erreichen und Campbell 21. In der Folge bildeten Wellington Masakadza und Faraz Akram eine weitere Partnerschaft. Während Masakadza nach 13 Runs ausschied, beendete Akram mit 34* Runs ungeschlagen das Innings, eas jedoch nicht ausreichte um die Vorgabe einzuholen. Bester bangladeschischer Bowler war Mohammad Saifuddin mit 3 Wickets für 42 Runs. Als Spieler des Spiels wurde Tawhid Hridoy ausgezeichnet.

### Viertes Twenty20 in Dhaka
| 10. Mai Scorecard | Dhaka | Bangladesch 143 (19.5)         | – | Simbabwe 138 (19.4) |
|                   |       | Bangladesch gewinnt mit 5 Runs |   |                     |

Simbabwe gewann den Münzwurf und entschied sich als Feldmannschaft zu beginnen. Für Bangladesch bildeten die Eröffnungs-Batter Tanzid Hasan und Soumya Sarkar eine Partnerschaft. Hasan erreichte ein Fifty über 52 Runs und wurde durch Towhid Hridoy ersetzt. Sarker schied nach 41 Runs aus und nachdem Hridoy nach 12 Runs sein Wicket verlor, konnte sich kein weiterer Spieler mehr etablieren. Das letzte Wicket fiel mit dem vorletzten Ball des Innings. Bester simbabwischer Bowler war Luke Jongwe mit 3 Wickets für 20 Runs. Für Simbabwe bildete der Eröffnungs-Batter Tadiwanashe Marumani und der dritte Schlagmann Sikandar Raza eine Partnerschaft. Raza erreichte 17 Runs und kurz darauf schied auch Marumani nach 14 Runs aus. Daraufhin formten Johnathan Campbell und Clive Madande eine Partnerschaft. Madande erreichte 12 Runs und der ihn ersetzende Ryan Burl 19 Runs. Für ihn kam Faraz Akram aufs Feld und Campbell verlor nach 31 Runs sein Wicket. Nachdem Wellington Masakadza aufs Feld gekommen war, schied Akram nach 11 Runs aus. Masakadza erreichte ungeschlagene 19* Runs als mit dem drittletzten Ball der letzte seiner Partner sein Wicket verlor, jedoch reichte das nicht aus um die Vorgabe einzuholen. Beste bangladeschische Bowler waren Shakib Al Hasan mit 4 Wickets für 35 Runs und Mustafizur Rahman mit 3 Wickets für 19 Runs. Als Spieler des Spiels wurde Mustafizur Rahman ausgezeichnet.

### Fünftes Twenty20 in Dhaka
| 12. Mai Scorecard | Dhaka | Bangladesch 157-6 (20)         | – | Simbabwe 158-2 (18.3) |
|                   |       | Simbabwe gewinnt mit 8 Wickets |   |                       |

Simbabwe gewann den Münzwurf und entschied sich als Feldmannschaft zu beginnen. Als Spieler des Spiels wurde Brian Bennett ausgezeichnet.

## Auszeichnungen

### Player of the Series
Als Player of the Series wurden der folgende Spieler ausgezeichnet.
| Serie    | Player of the Series |
| -------- | -------------------- |
| Twenty20 | Taskin Ahmed         |

### Player of the Match
Als Player of the Match wurden die folgenden Spieler ausgezeichnet.
| Spiel       | Player of the Match |
| ----------- | ------------------- |
| 1. Twenty20 | Taskin Ahmed        |
| 2. Twenty20 | Tawhid Hridoy       |
| 3. Twenty20 | Tawhid Hridoy       |
| 4. Twenty20 | Mustafizur Rahman   |
| 5. Twenty20 | Brian Bennett       |